# Elizabeth Greenfield
Elizabeth Taylor Greenfield (1824 – 31 de março de 1876), apelidada de "O Cisne Negro", foi uma cantora afro-estadunidense, considerada a melhor artista musical negra de seu tempo e a primeira a alcançar sucesso nos Estados Unidos e em outros países. Ela foi "descoberta" por James M. Trotter por "seus tons incrivelmente doces e sua grande capacidade vocal".

## Biografia
Greenfield nasceu escrava em Natchez, Mississippi, mas foi adotada ou herdada enquanto criança por outra mulher, Elizabeth Greenfield, uma quaker da Filadélfia. A mãe da criança era de ascendência indígena e seu pai era negro. Sua dona mudou-se para Filadélfia e emancipou seus escravos, enviando muitos deles para a Libéria. A mãe da criança e seus dois pais estavam entre aqueles que foram para a Libéria, mas ela permaneceu em Filadélfia. Ela estudou música quando era criança, apesar de ser proibido pelos quakers com quem ela estava. A partir daí, começou a cantar em festas particulares. Seu show de estreia foi em 1851 na Associação Musical de Buffalo. De 1851 a 1853 ela viajou em turnê gerenciada pelo Coronel J. H. Wood.
Em 1853 estreou no Metropolitan Hall, em Nova Iorque, perante um público de quatro mil pessoas, todas brancas. Após o concerto, Greenfield pediu desculpas aos afro-estadunidenses por sua exclusão do espetáculo e deu um show para beneficiar o Lar de Idosos Negros e o Asilo de Órfãos Negros.
Em abril de 1853, Greenfield foi para Londres, sob patrocínio da Duquesa de Sutherland e Harriet Beecher Stowe. Greenfield recebeu aulas do organista da Rainha Vitória, George Smart. Ela se apresentou para a rainha no Palácio de Buckingham em 10 de maio de 1854; ela foi a primeira artista negra a apresentar-se ante a realeza. Harriet Beecher Stowe escreveu sobre a apresentação de Greenfield ante a "elite" da sociedade inglesa "Sunny Memories of Foreign Lands". Na Inglaterra também recebeu o apoio da Duquesa de Norfolk e da Duquesa de Argyle.
Mais conhecida por suas performances da música de Georg Friedrich Händel, Vincenzo Bellini e Gaetano Donizetti, ela também apresentou canções sentimentais norte-americanas, tais como a adaptação de 1852 por Henry Bishop de "Home! Sweet Home!", de John Howard Payne, e "Old Folks at Home", de Stephen Foster.
Ao voltar aos Estados Unidos, realizou turnês dirigiu um conservatório de música em Filadélfia. Entre seus alunos esteve Thomas Bowers, que se tornou conhecido como "O Mario Colorido" e "O Mario Americano" pela semelhança de sua voz com a do tenor de ópera italiano Giovanni Mario. Na década de 1860, ela criou uma trupe de ópera com Bowers, que dirigiu. Greenfield morreu de paralisia em Filadélfia, em 31 de março de 1876. Greenfield era membro da Igreja Batista Siló de Filadélfia.